# Hieracium lanugineum
Hieracium lanugineum es una especie de planta con flor del género Hieracium, de la familia Asteraceae, orden Asterales.

## Distribución
Hieracium lanugineum se distribuye por Noruega, Suecia y Finlandia.

## Taxonomía
Fue descrita científicamente por Brenner.
Tratamiento taxonómico
La especie aparece registrada en una sección de la publicación Meddeland. Soc. Fauna Fl. Fenn.